# KNVB 베커르
KNVB 베커르(네덜란드어: KNVB Beker ˌkaːʔɛɱveːˈbeː ˈbeːkər[*])은 네덜란드 축구협회(KNVB)가 1898년부터 주최하기 시작한 네달란드의 축구 대회이다. 대회 방식은 잉글랜드의 FA컵을 바탕으로 하고 있다. 네덜란드 이외의 나라에서는 네덜란드컵이라고도 불린다. 대회에는 모든 네덜란드 프로 축구팀 (에레디비시, 에이르스터 디비시, 토프클라서) 뿐만 아니라 지역 아마추어컵 대회를 거친 24개 팀도 참가한다. 1988년 이후에는 매년 스타디온 페예노르트에서 결승전이 열리고있다. 대회 우승팀은 에레디비시 우승팀과 다음 시즌 개막에 앞서 요한 크루이프 실드를 치르게 된다.

## 역대 결승
| 시즌    | 우승   | 결과       | 준우승            | 장소                | 관중 수 |
| ------- | ------ | ---------- | ----------------- | ------------------- | ------- |
| 2010-11 | 트벤테 | 3-2 (연장) | 아약스            | 스타디온 페예노르트 | 45,000  |
| 2011-12 | PSV    | 3-0        | 헤라클레스 알멜로 | 스타디온 페예노르트 | 50,000  |
| 2012-13 | AZ     | 2-1        | PSV               | 스타디온 페예노르트 | 50,000  |